# Гайдемарі Райнек
Гайдемарі Райнек (нім. Heidemarie Reineck, 15 лютого 1952) — німецька плавчиня.
Призерка Олімпійських Ігор 1968, 1972 років.
Призерка Чемпіонату світу з водних видів спорту 1973 року.
Призерка Чемпіонату Європи з водних видів спорту 1970 року.
Призерка літньої Універсіади 1973 року.